# تسیساروو
تسیساروو (به چکی: Císařov) یک منطقهٔ مسکونی در جمهوری چک است که در ناحیه پرروف واقع شده‌است. تسیساروو ۲٫۹۸ کیلومتر مربع مساحت و ۲۹۶ نفر جمعیت دارد و ۲۰۱ متر بالاتر از سطح دریا واقع شده‌است.